# Fernando Marcos Santiago
Fernando Marcos Santiago (Felanich, Baleares, 4 de diciembre de 1968) es un exfutbolista español que se desempeñó como guardameta.

## Clubes
| Club                     | País   | Año       |
| ------------------------ | ------ | --------- |
| R. C. D. Mallorca        | España | 1988-1989 |
| Orihuela C. F.           | España | 1990-1991 |
| Albacete Balompié        | España | 1991-1996 |
| Racing de Santander      | España | 1996-1999 |
| Motril C. F.             | España | 1999-2000 |
| Club Polideportivo Ejido | España | 2000-2004 |